# 톰 무어 (군인)
토머스 무어 경(영어: Sir Thomas Moore, 1920년 4월 30일 ~ 2021년 2월 2일)은 캡틴 톰(영어: Captain Tom)이라는 별칭으로 알려져 있는 전 영국 육군 대위로 코로나19 범유행 당시 100세 생일을 앞두고 자선기금 모금을 한 것으로 유명하다.
무어는 제2차 세계 대전 당시 인도의 버마 전역에서 복무하였고, 이후 기갑전 교관이 되었다. 전쟁이 끝난 후에는 콘크리트 회사의 상무이사로 일을 하며 모터사이클을 타기도 하였다.
2020년 4월 6일, 99세의 나이로 자신의 100번째 생일이 될 때까지 1,000파운드를 모금한다는 목표를 가지고 NHS 자선단체에 도움을 주기 위해 정원을 돌았다. 24일 동안의 기금 모금 기간동안 많은 언론에서 이를 보도하였고, 영국에서 인기 있는 유명인사가 되었으며, 150만명이 넘는 사람으로부터 기부를 받았다. 또한 마이클 볼과 함께 "You'll Never Walk Alone"을 커버하였고, 수익금은 같은 자선단체에 기부되었다. 이 노래는 영국 싱글 차트에서 1위를 차지하면서 영국 음악 차트에서 1위를 달성한 사람 중 가장 나이가 많은 사람으로 선정되었다.
100번째 생일이 되는 아침, 모금액이 3천만 파운드를 넘겼으며, 그날 막바지에 캠페인이 끝날 무렵에는 3,279만 파운드(세금 환급까지 합해 3,900만 파운드 상당)까지 모이게 되었다. 영국 공군에서는 무어를 위해 에어 쇼를 하였으며, 15만 장이 넘는 카드를 받고, 육군기초대학에 명예대령으로 임명되었다. 또한 2020년 7월 17일 윈저성에서 기사 작위를 받았다.

## 어린 시절과 가족
토머스 무어는 1920년 4월 30일 요크셔의 키슬리에서 아버지인 윌프레드와 교장인 어머니 사이에서 태어났다. 이후 자라면서 키슬리 그래머스쿨에 들어가 졸업하였고, 토목 공학을 시작하였다.

## 100번째 생일
2020년 4월 6일, 영국을 포함해 범세계적으로 코로나19 범유행이 있을 때 100번째 생일이 다가오고 있어 무어는 국민 보건 서비스(NHS)의 직원, 자원봉사자, 환자들을 지원하는 자선 단체인 NHS 채리티스 투게더를 위한 모금 캠페인을 시작하였다. 무어는 "NHS를 위한 톰의 100세 기념 걷기"라는 제목으로 하루에 10바퀴씩 25미터를 자신에 정원에서 돌며, 총 100바퀴를 도는 것을 목표로 잡았다.
4월 10일에 처음 목표로 정했던 천 파운드가 모금되었고, 이후 급격히 모금액이 늘어나며 5,000파운드까지 늘어났다가 전 세계의 관심을 받으면서 더 많은 사람들이 참여함에 따라 50만 파운드로 그 금액이 기하급수적으로 불어났다. 4월 12일 BBC 라디오 2의 마이클 볼이 진행하는 일요일 프로그램에 무어가 전화를 통해 잠깐 이야기를 나눴을 때 영국 언론이 이러한 노력을 보도한 이후 모금액이 가파르게 증가한 것이었다. 이후 무어는 같은 달 트위터에 가입을 하며 이렇게 많은 사람이 돈을 할 줄 몰랐다며 기부한 사람들에게 기쁨을 표현하였다.
무어는 4월 16일 요크셔 연대 제1대 대대의 의장대가 안전하게 마무리할 수 있도록 지켜보는 가운데 목표인 100바퀴 돌기를 달성하였다. 이어 무어는 멈추지 않겠다고 말하였고 두 번째 100바퀴 돌기를 하는 것을 목표로 삼았다.
생일날 아침, 모금액이 3,000만 파운드를 달성하였다. 캠페인을 위한 페이지는 그날 마감되었고, 마지막 모금액은 32,796,475파운드(세금 환급 예상 6,173,663.31파운드)로, 이전 19살의 말기암 환자 스티븐 서튼이 모은 520만 파운드의 기록을 넘어 모금 페이지에서 가장 많은 모금액을 모은 캠페인으로 기록되었다. 150만 명이 넘는 사람이 기부를 하였다.
무어가 모은 기금은 휴식과 요양실을 이용할 수 있는 국민 보건 서비스 직원용 웰빙팩, 병원 환자가 가족과 지속적으로 연락할 수 있게 하는 장치, 퇴원 후 환자를 지원하는 지역사회 단체 등에 쓰이고 있다. 캠페인이 끝난 후, 무어는 사람들에게 국민 보건 서비스 자선 단체들의 긴급한 호소에 직접 기부할 것을 권유했고, 그 후에는 설립된 캡틴 톰 재단을 통해 기부할 것을 추천하였다.

### 차트 1위 싱글
무어의 100번째 바퀴를 기념하기 위해 마이클 볼은 BBC 브렉퍼스트에서 그를 위해 〈You'll Never Walk Alone〉를 라이브로 불렀다. 24시간 만에 라이브는 NHS 의료 합창단이 등장하는 디지털 싱글과 무어가 참여한 버전으로 만들어졌다. 데카 레코드가 4월 17일에 발매한 이 싱글은 모든 수익금이 NHS 자선단체에 함께 기부되면서 영국의 오피셜 빅 톱 40 차트에서 1위를 차지하였다. 첫 48시간 동안 36,000장 가까이 팔렸고, 이는 오피셜 차트 컴퍼니가 측정한 가장 큰 유행곡이 되었다. 4월 24일 오피셜 차트의 공식 영국 싱글 차트 1위를 달성하고, 원 히트 원더 가수가 되었다.
무어가 차트에서 1위를 달성하기 위해 당시 1위를 차지하고 있었던 위켄드는 트위터를 통해 사람들에게 무어의 100번째 생일 기념곡을 1위로 만들어달라고 언급하였다. 이후 1위를 차지할 때 위켄드의 노래 〈Blinding Lights〉는 2위로 순위가 하락하였다.

## 사망과 추모
2021년 1월 12일 무어는 베드퍼드 병원에서 폐렴 진단을 받고 입원 치료를 받았다. 그는 정기적으로 코로나19 검사를 받았는데, 퇴원한 날인 1월 22일에 처음으로 양성 진단을 받았다. 재입원하지 않고 자택에서 치료를 받다가 1월 31일 호흡 곤란으로 재입원했다. 톰 무어는 2월 2일 사망했다.
버킹엄궁은 성명을 통해 엘리자베스 2세 여왕이 개인적으로 유족들에게 조의를 표했다고 밝혔다. 보리스 존슨 영국 총리도 무어가 군인으로서도 모금가로서도 영웅이었다며 총리 관저인 다우닝가 10번지에 조기 게양을 명령했다.